# Mercat del Born
Le marché du Born (Mercat del Born en catalan) est un ancien marché couvert municipal de Barcelone. Situé sur le passeig del Born, dans le quartier de la Ribera (dans la Ciutat Vella, quartier ancien de Barcelone), il est depuis 2013 un centre culturel (Born Centre de Cultura i Memoria), et accueille divers restes archéologiques et éléments d'expositions.

## Architecture
Il est un exemple d'architecture métallique, un mouvement du courant artistique moderniste, qui a joui d'une grande importance en Catalogne.

## Histoire
En 1873, la Mairie a approuvé le projet pour la construction du Marché Central de Barcelone rédigé par Josep Fontseré et le chantier a débuté l'année suivante. Le bâtiment a été terminé en 1876. Il a été le marché du quartier jusqu'à 1920. Après, il a été converti en marché de fruits et légumes grossiste jusqu'à ce que soit inauguré le marché de gros Mercabarna dans la Zone Franche, en 1971. Pendant les années 1980, et après une légère restauration, l'espace a été réhabilité afin d'accueillir des expositions. Pendant presque toute la décennie suivante, pourtant, il est resté fermé, en attente d'une décision sur son futur usage.
En février 2002, lors des travaux pour installer dans le bâtiment la Bibliothèque Provinciale de Barcelone, sont apparus des restes archéologiques d'époque médiévale et dans un état de conservation excellente, correspondant à l'évolution urbanistique du quartier de la Ribera.
En 2006, le gouvernement de la Généralité de Catalogne a déclaré le bâtiment comme bien culturel d'intérêt national.
Les travaux de restauration ont débuté en 2011 et ont duré deux ans, se terminant ainsi avec son inauguration le 11 septembre 2013, date coïncidant avec la commémoration du tricentenaire du siège de Barcelone de 1713-1714.

## Centre de Culture et Mémoire
Le Centre culturel et mémoriel du Born est devenu le musée le plus visité de Barcelone et le quatrième d'Espagne, avec plus de 1 600 000 visiteurs par an.

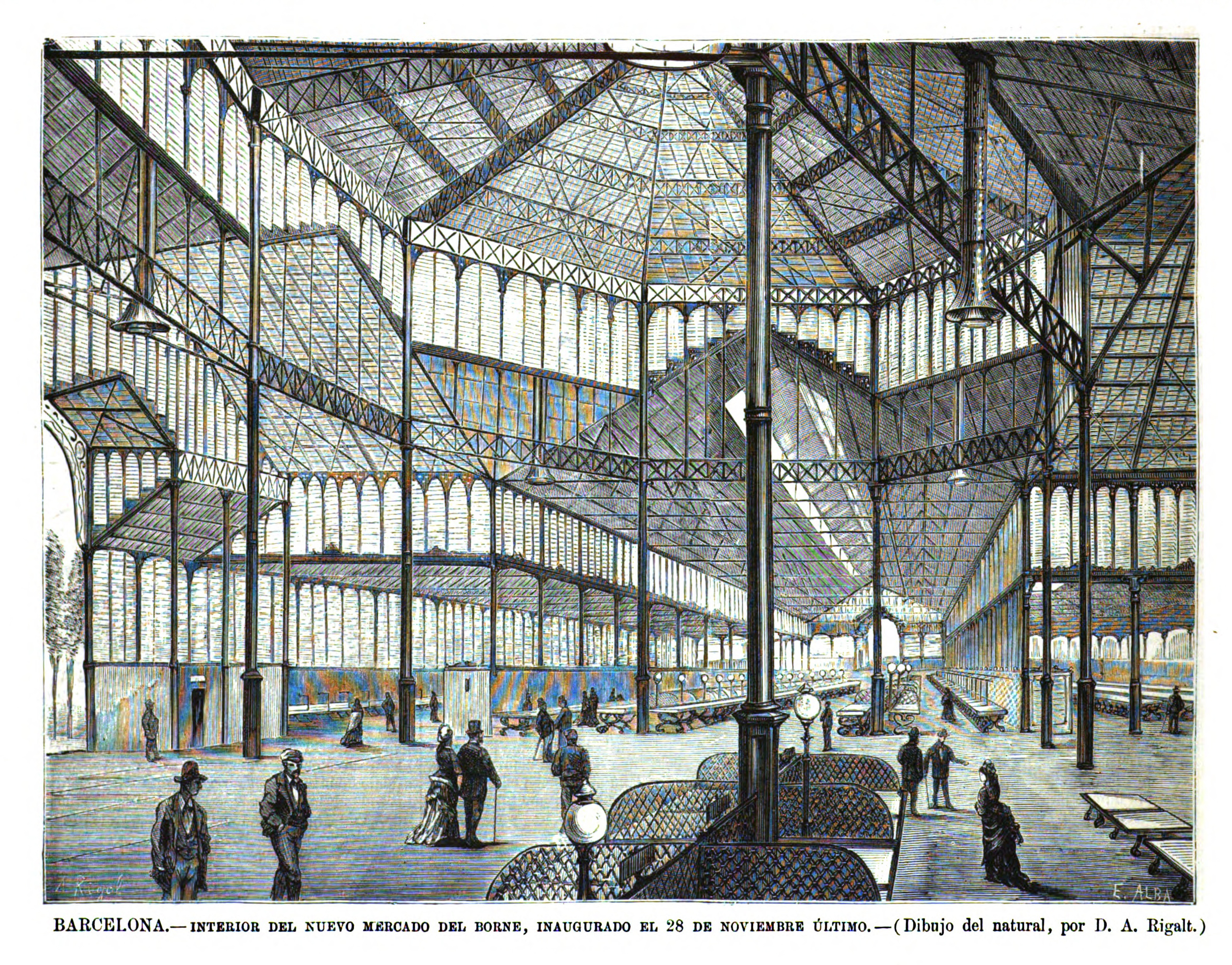
Intérieur du bâtiment en 1876.

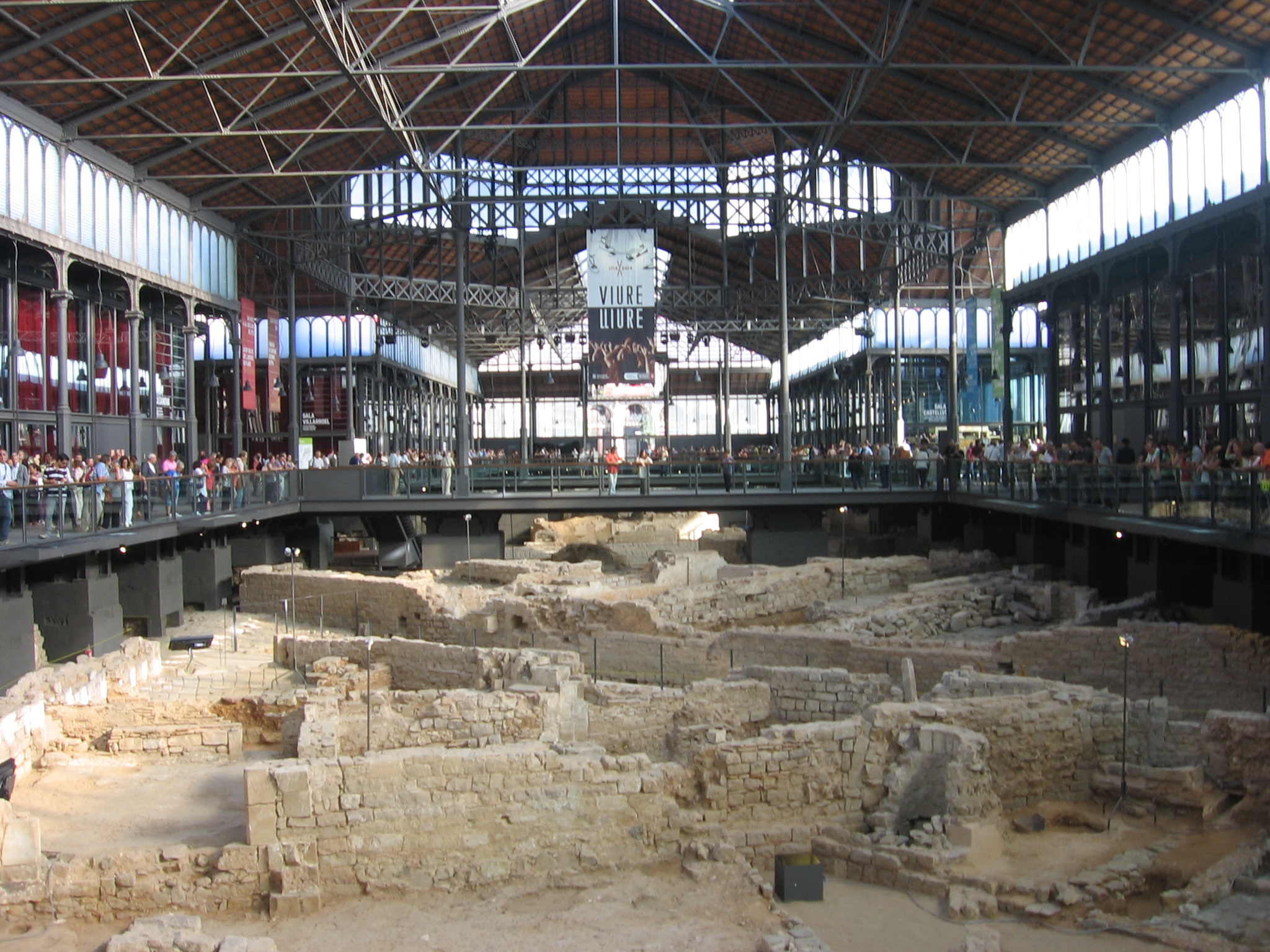
Intérieur du Centre Culturel del Born, avec les restes archéologiques.